# Strymba (okres Rachov)
Strymba, ukrajinsky Стримба, maďarsky Almáspatak, je osada obce Verchne Vodjane, ve velkobočkovské venkovské komunitě, v okrese Rachov, v Zakarpatské oblasti Ukrajiny. V roce 2025 zde žilo 1340 obyvatel.